# Marchamp

Marchamp este o comună în departamentul Ain din estul Franței.